# Polycricus bredini
Polycricus bredini är en mångfotingart som först beskrevs av Crabill 1960.  Polycricus bredini ingår i släktet Polycricus och familjen storjordkrypare. Inga underarter finns listade i Catalogue of Life.